# Número d'article comercial global
El Global Trade Item Number (GTIN) és un identificador per a articles comercials, desenvolupat per l'organització internacional GS1. Aquests identificadors s'utilitzen per buscar informació del producte en una base de dades (sovint introduint el número a través d'un escàner de codi de barres apuntat a un producte real) que pot pertànyer a un minorista, fabricant, col·leccionista, investigador o una altra entitat. La singularitat i la universalitat de l'identificador són útils per establir quin producte d'una base de dades correspon a quin producte d'una altra base de dades, especialment més enllà dels límits de l'organització.

## Format i estàndards incorporats
L'estàndard GTIN ha incorporat el número internacional estàndard de llibre (ISBN), el número de sèrie estàndard internacional (ISSN), el número internacional estàndard de música (ISMN), el número d'article internacional (que inclou el número d'article europeu i el número d'article japonès) i alguns codis de producte universals. (UPC), en un espai numèric universal.
Els GTIN poden tenir vuit, 12, 13 o 14 dígits, i cadascuna d'aquestes quatre estructures de numeració es construeix d'una manera similar, combinant el prefix de l'empresa, la referència d'element i un dígit de verificació calculat (GTIN-14 afegeix un altre component: el dígit indicador, que pot ser de 0 a 9). Els GTIN-8 es codificaran en un codi de barres EAN-8. Els GTIN-12 es poden mostrar en codis de barres UPC-A, ITF-14 o GS1-128. Els GTIN-13 es poden codificar en codis de barres EAN-13, ITF-14 o GS1-128, i els GTIN-14 es poden codificar en codis de barres ITF-14 o GS1-128. L'elecció del codi de barres dependrà de l'aplicació; per exemple, els articles que es vendran en un establiment minorista podrien estar marcats amb codis de barres EAN-8, EAN-13, UPC-A o UPC-E.
El codi EAN-8 és un codi de barres de vuit dígits que s'utilitza normalment per a articles molt petits, com ara xiclet, on seria difícil col·locar un codi més gran a l'article. Nota: el codi de barres de petit format UPC equivalent, UPC-E, codifica un GTIN-12 amb un prefix d'empresa especial que permet la "supressió de zero" de quatre zeros al GTIN-12. Les regles de codificació i descodificació GS1 estableixen que s'utilitza tot el GTIN-12 per a la codificació i que tot el GTIN-12 s'ha de lliurar quan s'escanegi.

## Format i codificacions
| Nom                                                                                | Noms anteriors                                                                  | Simbologies de codi de barres       |
| ---------------------------------------------------------------------------------- | ------------------------------------------------------------------------------- | ----------------------------------- |
| GTIN-14 (utilitzat per a enviaments a l'engròs, no per al punt de venda al detall) | EAN/UCC-14, SCC-14, DUN-14, Codi de cas UPC, Codi de contenidor d'enviament UPC | GS1-128, GS1 Databar, ITF-14        |
| GTIN-13                                                                            | EAN, EAN·UCC-13, JAN (subconjunt)                                               | EAN-13                              |
| GTIN-12                                                                            | EAN·UCC-12, UCC-12                                                              | UPC-A, UPC-E (condensat a 6 dígits) |
| GTIN-8                                                                             | EAN/UCC-8                                                                       | EAN-8                               |

Cal tenir en compte que els números GTIN-12 i GTIN-13 es poden codificar com a GTIN-13 o GTIN-14 afegint zeros de farciment inicials. Per a GTIN-14, això indica un "nivell d'embalatge" d'un sol article.
| Sistema de numeració | Format GTIN | Format GTIN | Format GTIN | Format GTIN | Format GTIN | Format GTIN | Format GTIN | Format GTIN | Format GTIN | Format GTIN | Format GTIN | Format GTIN | Format GTIN | Format GTIN |
| -------------------- | ----------- | ----------- | ----------- | ----------- | ----------- | ----------- | ----------- | ----------- | ----------- | ----------- | ----------- | ----------- | ----------- | ----------- |
| Posició dels dígits  | T 1         | T 2         | T 3         | T 4         | T 5         | T 6         | T 7         | T 8         | T 9         | T 10        | T 11        | T 12        | T 13        | T 14        |
| GTIN-14              | N 1         | N 2         | N 3         | N 4         | N 5         | N 6         | N 7         | N 8         | N 9         | N 10        | N 11        | N 12        | N 13        | N 14        |
| GTIN-13              | 0           | N 1         | N 2         | N 3         | N 4         | N 5         | N 6         | N 7         | N 8         | N 9         | N 10        | N 11        | N 12        | N 13        |
| GTIN-12              | 0           | 0           | N 1         | N 2         | N 3         | N 4         | N 5         | N 6         | N 7         | N 8         | N 9         | N 10        | N 11        | N 12        |
| GTIN-8               | 0           | 0           | 0           | 0           | 0           | 0           | N 1         | N 2         | N 3         | N 4         | N 5         | N 6         | N 7         | N 8         |

L'estructura de numeració és la següent:
- T1: dígit indicador, utilitzat per a GTIN-14, "1" a "8" indica un nivell d'embalatge i "9" un article de mesura variable. El zero en aquesta posició no es considera un dígit indicador, sinó l'element en si sense embalatge, no un coixinet o un zero. No obstant això, no hi ha consens mundial sobre quin número indiqui quin nivell d'embalatge i no s'ha d'incorporar cap significació a aquest nombre.
- T2 a T13 GS1 Prefix d'empresa i número de referència de l'article (producte o servei). El prefix d'empresa GS1 s'assigna a l'empresa membre i la referència d'element l'assigna l'empresa usuaria. Cadascun d'aquests elements varia en longitud en funció de la longitud del prefix d'empresa GS1 assignat. A cada tipus d'element comercial diferent se li assigna un número diferent i, per facilitar l'administració, es recomana que les empreses ho facin de manera seqüencial (001, 002, 003, etc.).
- T14 és un dígit de verificació, que segueix el càlcul estàndard mòdul 10.[5]

Tots els llibres i publicacions en sèrie venuts internacionalment (inclosos els de les botigues dels EUA) tenen codis GTIN (GTIN-13). Els codis de llibres es construeixen prefixant l'antic ISBN de 10 dígits amb 978 i recalculant el dígit de verificació final, o bé a partir de l'1 de gener de 2007 s'emeten com a tretze dígits que comencen per 978 (finalment 979 a mesura que s'esgoten els intervals de 978).
A cada tipus d'article comercial se li assigna el seu propi GTIN, entenent que hi ha una necessitat potencial de recuperar informació predefinida d'aquests articles; aquest producte o servei es pot tarifar, demanar o facturar en qualsevol punt de la cadena de subministrament. Això inclou articles individuals, així com totes les seves diferents configuracions d'embalatge.